# Улица Василија Ковачића (Сомбор)
| Улица Василија Ковачића | Улица Василија Ковачића        |
| ----------------------- | ------------------------------ |
|                         |                                |
| Почетак                 | Улица Његошева                 |
| Крај                    | Венац војводе Радомира Путника |
| Дужина                  | 80 m                           |
| Ширина                  | 4,5 до 5 m                     |
| Створена                |                                |
| Названа                 |                                |
| Стари називи            | Крунска                        |
|                         |                                |
|                         |                                |
| Поглед на улицу         |                                |

Улица Василија Ковачића једна је од старијих градских улица Сомбору. Протеже се правцем који повезује Улицу Његошеву  и Венац војводе Петра Бојовића.
У њој се и данас налази неколико значајних објеката.

## Име улице
Od 1831. године неке градске улице су добиле и званична имена. Једна од њих је и ова, названа  Крунска. 
Данас носи назив по Василију Ковачићу, сомборском проти.

## О улици
Улица Василија Ковачића је релативно кратка и уска. Једна је од улица које се налазе унутар "Венца". Излази на Венац војводе Радомира Путника.
Улица је озелењена иако је уског простора. Отворена је за саобраћај али у једном правцу.

## Суседне улице
- Улица Његошева
- Венац војводе Радомира  Путника

## Улицом Василија Ковачића
У улици се налази неколико продавница брзе хране и услужне делатности.
- На углу улице са Венцем војводе Радомира Путника налази се зграда која се простире на обе улице. У згради је смештено Јавно комунално предузеће "Простор".
- На углу улице са Његошевом улицом налази се зграда у коме је "Јавно тужилаштво".
Чини га Основно јавно тужилаштво, Више јавно тужилаштви и Више и Основно јавно тужилаштво. Пре седишта Јавног тужилаштва у овој згради је била смештена Основна школа "21. октобар".
"Јавно тужилаштво" је у овој згради од децембра 2017. године.

## Галерија
- Јавно комунално предузеће "Простор"
- Јавно тужилаштво